# Gulfstream G280
Gulfstream 280 – amerykański samolot dyspozycyjny, zaprojektowany i zbudowany w wytwórni Gulfstream Aerospace Corporation wspólnie z izraelską firmą Israel Aerospace Industries (IAI). Obecnie jest to najmniejszy samolot w ofercie amerykańskiej wytwórni.

## Historia
W 2005 roku Gulfstream wraz z izraelskim IAI rozpoczął program budowy następcy modelu Gulfstream G200, znanego również jako IAI Galaxy. Nowy samolot otrzymał oznaczenie Gulfstream G250. Prototyp oblatano 11 grudnia 2009 roku w Izraelu, a w lipcu 2011 roku zmieniono jego oznaczenie na Gulfstream G280. W niektórych azjatyckich krajach połączenie cyfr 2 i 5 ma negatywne konotacje, np. w języku mandaryńskim liczba 250 może zostać zinterpretowana jako „głupi”. Samoloty produkowane są w izraelskich zakładach IAI skąd transportowane są do centrum wykończeniowego na terenie Stanów Zjednoczonych. Tam są malowane i wykańczane jest wnętrze maszyny zgodnie z wolą nabywcy. Tym samym zmieniono oznaczenie nowego modelu na G280. Tymczasowy, izraelski certyfikat typu został wydany w grudniu 2011 roku. 4 września 2012 roku samolot otrzymał pełny certyfikat typu amerykańskiej Federal Aviation Administration i izraelskiej agencji. W listopadzie tego samego roku rozpoczęto sprzedaż samolotów seryjnych. 31 października 2016 roku wytwórnia przekazała odbiorcy setny egzemplarz samolotu. W czerwcu 2016 roku maszyna ustanowiła rekord prędkości w swojej klasie, pokonując ze średnią prędkością Ma = 0,82 liczącą 6254 km trasę z lotniska imienia Geralda R. Forda w Grand Rapids na Luton pod Londynem. Z kolei 5 lipca 2016 roku, wykonał kolejny rekordowy lot, tym razem pod względem długości, pokonując trasę liczącą 7264 km z lotniska Aurora w Sugar Grove w stanie Illinois na francuskie lotnisko w Tours, dysponując po wylądowaniu rezerwą paliwową, większą niż wymagana przez National Business Aviation Association. Tego typu loty są nagłaśniane przez producenta, promującego swoją maszyną jako samolot charakteryzujący się większymi osiągami niż konkurencyjne konstrukcje innych producentów.

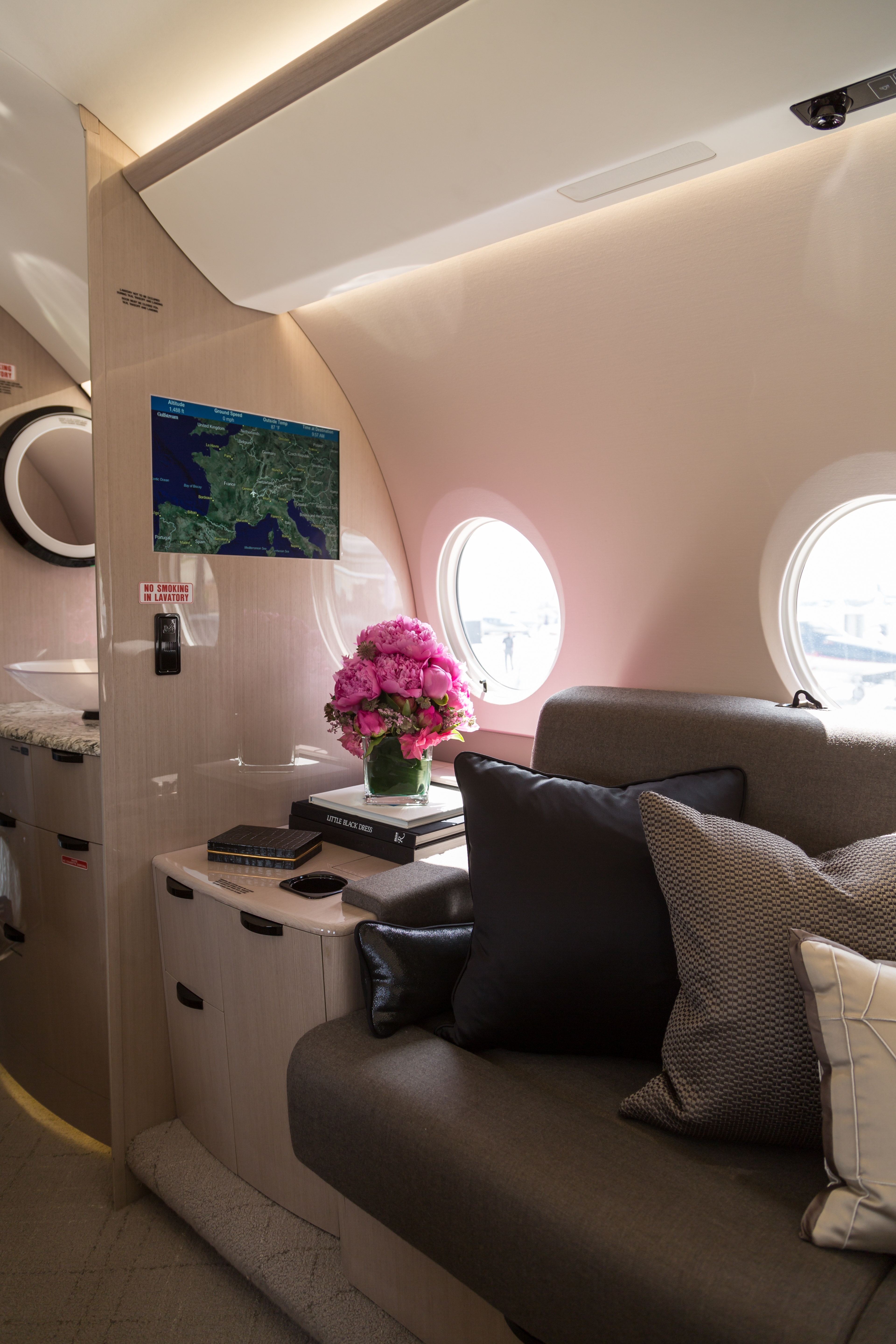
wnętrze G280